# Hubert Callier
Pour les articles homonymes, voir Callier.
Hubert Callier, baron de Saint-Apollin, né le 21 mars 1764 à Luxeuil (Franche-Comté), mort le 28 juillet 1819 à Versailles (Yvelines), est un général français de la Révolution et de l’Empire.

## Biographie
Le 8 juin 1782, il entre comme grenadier dans le 116e régiment d'infanterie de ligne, y devient sous-officier, et en sort le 20 janvier 1792. Le 9 janvier de l'année suivante, il reprend du service en qualité de sous-lieutenant au 25e régiment d'infanterie. Le 18 brumaire an II, il est attaché à un adjudant-général avec le titre d'adjoint-lieutenant. Nommé, le 30 ventôse chef de bataillon commandant le 4e bataillon de volontaires du Var, incorporé le 27 pluviôse an IV dans la 96e demi-brigade, il prend le commandement de ce dernier corps le 26 pluviôse an V, comme chef de brigade provisoire, grade dans lequel le gouvernement le confirme le 19 nivôse an VII.
Il a fait avec distinction toutes les campagnes des années antérieures à 1792. On cite de lui différents traits de courage qui méritent d'être rapportés. Il se fait remarquer à la défense du camp de Maubeuge et au siège de Charleroy. Le 2e jour complémentaire an II, à la tête des grenadiers du Var, il passe l'Ourthe et s'empare de la montagne d'Esneux. Les dispositions qu'il fait prendre à ses troupes décident du succès dans cette journée.
À la fin du siège de Luxembourg (1794-1795), choisi pour porter la capitulation, il demeure en otage auprès du feld-maréchal baron de Bender, gouverneur de la place.
En l'an V, à la bataille de Neuwied que l'armée de Sambre-et-Meuse gagne sur les Autrichiens, il a contribué à la prise de 7 drapeaux, de 3 000 ennemis et de 26 pièces de canon.
Promu général de brigade le 24 fructidor an VII, il a un commandement dans le département du Tarn, lorsqu'il obtient le 19 frimaire an XII la croix de membre de la Légion d'honneur, et celle de commandant de l'Ordre le 25 prairial suivant. Le 6 août 1811, Napoléon Ier le crée baron de l'Empire, et sa terre de Saint-Apollin est constituée en majorat. En 1814, il fait la campagne de France.
Le roi le nomme chevalier de Saint-Louis le 19 juillet 1814. Mis ensuite à la retraite, il meurt le 28 juillet 1819.

## Famille
Marié à Apolline Pigeon (1783-2 novembre 1824) il a 1 fils Philippe Callier de Saint Apollin (?-1865) qui était capitaine. Ils reposent tous les deux au cimetière du Père-Lachaise 3e division.